# Çatkösedağ, Eleşkirt
Çatkösedağ là một xã thuộc huyện Eleşkirt, tỉnh Ağrı, Thổ Nhĩ Kỳ. Dân số thời điểm năm 2011 là 342 người.